# David Ben-Gurion
David Ben-Gurion (tiếng Hebrew: דָּוִד בֶּן-גּוּרְיּוֹן, tên khai sinh David Grün, 16 tháng 10 năm 1886 - 1 tháng 12 năm 1973) là thủ tướng đầu tiên của Israel. Ấp ủ hoài bão về công cuộc phục quốc của người Do Thái từ đầu đời, David Ben-Gurion đã đóng vai trò then chốt trong sự thành lập nhà nước Israel. Sau khi lãnh đạo Israel dành thắng lợi trong Chiến tranh Ả Rập-Israel 1948, Ben-Gurion đã đóng góp trong việc xây dựng hiến pháp quốc gia và chứng kiến sự di dân của người Do Thái từ khắp nơi trên thế giới tới định cư tại Israel. Sau khi giã từ sự nghiệp chính trị năm 1970, ông chuyển tới sống tại Sde Boker cho tới khi qua đời. Ben-Gurion được tạp chí Time bầu chọn là một trong 100 nhân vật quan trọng nhất của thế kỷ 20.

## Tuổi trẻ
Ben-Gurion sinh tại Płońsk, Vương quốc Lập hiến Ba Lan khi ấy là một phần của Đế chế Nga. Cha ông, Avigdor Grün, là một luật sư và một lãnh đạo trong phong trào Hovevei Zion. Mẹ ông, Scheindel, mất khi ông 11 tuổi. 

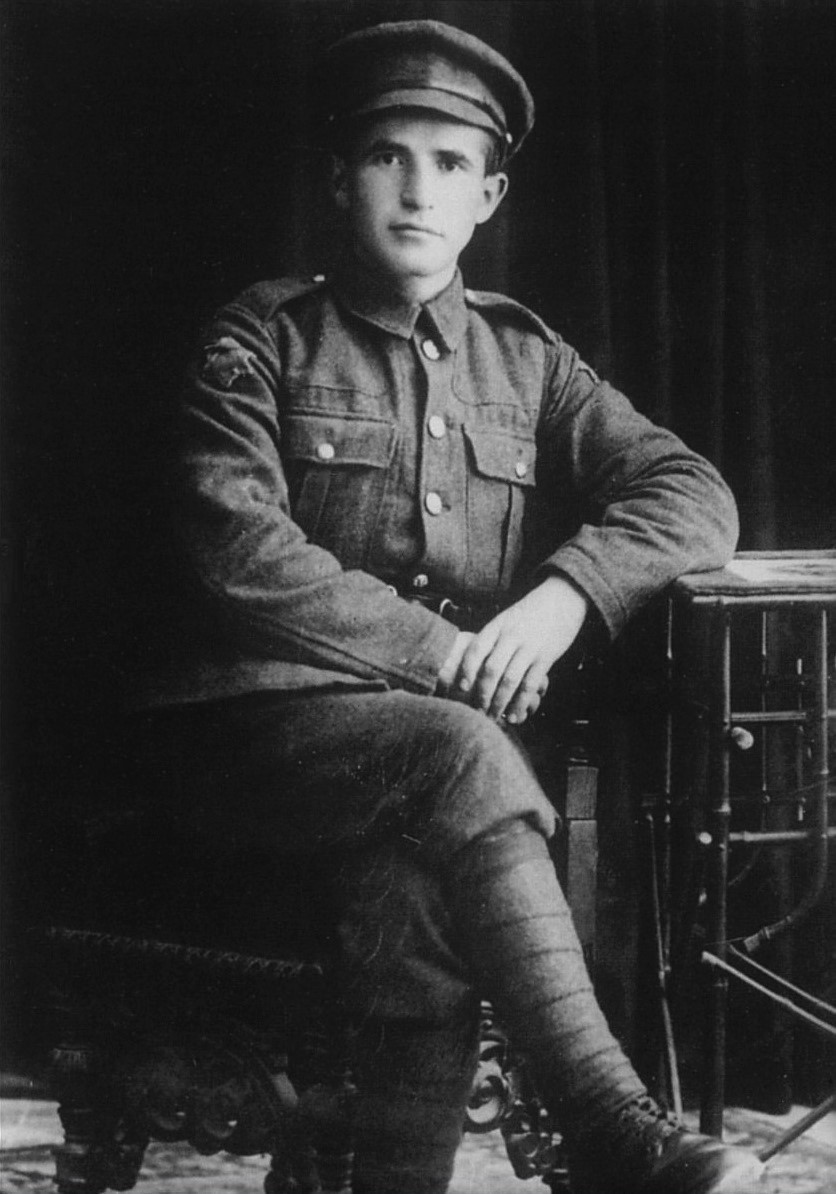
Ben-Gurion trong bộ quân phục Quân đoàn Do Thái năm 1918.

Ben-Gurion lớn lên và trở thành một người ủng hộ tích cực Chủ nghĩa phục quốc Do Thái. Khi còn là một sinh viên tại Đại học Warsaw, ông gia nhập phong trào Poale Zion Mác xít năm 1904. Ông hai lần bị bắt giữ trong cuộc Cách mạng Nga năm 1905. Ông nhập cư vào Palestine Ottoman năm 1906, bị sốc bởi những cuộc tàn sát người Do Thái và tình cảm chống Xê mít tại Đông Âu, và trở thành lãnh đạo chủ chốt của Poale Zion cùng với Yitzhak Ben-Zvi.
Tại Palestine, ban đầu ông làm việc trong ngành nông nghiệp, đi hái cam. Năm 1909 ông tình nguyện gia nhập HaShomer, một lực lượng gồm những người tình nguyện giúp bảo vệ cho các cộng đồng Do Thái nông nghiệp tại những nơi hẻo lánh. Ngày 7 tháng 11 năm 1911, Ben Gurion tới Thessaloniki để học tiếng Thổ Nhĩ Kỳ phục vụ việc học luật của mình. Thành phố này, vốn có một cộng đồng Do Thái lớn, đã gây ấn tượng với Ben Gurion và ông đã gọi nó là "một thành phố Do Thái không hề có nơi khác tương tự trên thế giới." Ở đó ông cũng nhận ra rằng "người Do Thái có khả năng đảm đương mọi loại công việc," từ những doanh nhân giàu có và các giáo sư, tới các thương nhân, thợ thủ công và người bốc vác.
Năm 1912, ông tới Constantinopolis (hiện là Istanbul), khi ấy là thủ đô của Đế chế Ottoman, để học luật tại Đại học Istanbul cùng với Ben-Zvi, và chấp nhận tên theo tiếng Hebrew là Ben-Gurion, theo tên nhà sử học thời trung cổ Yosef ben Gurion. Ông cũng làm việc như một nhà báo. Năm 1915, Ben-Gurion và Ben-Zvi were bị trục xuất khỏi Palestine, khi ấy vẫn nằm dưới sự cai trị của Ottoman, vì các hoạt động chính trị của mình.
Định cư tại thành phố New York năm 1915, ông gặp Paula Munweis người được sinh ra tại Nga. Họ cưới năm 1917, và có ba con. Ông tham gia quân đội Anh năm 1918 trong Tiểu đoàn số 38 thuộc Quân đoàn Do Thái (sau Tuyên bố Balfour tháng 11 năm 1917). Ông cùng gia đình quay trở lại Palestine sau Thế chiến I sau khi nó bị người Anh chiếm từ Đế chế Ottoman.

## Lãnh đạo phong trào phục quốc Do Thái
Sau cái chết của nhà lý luận Ber Borochov, cánh tả và cánh hữu của Poale Zion chia rẽ năm 1919 và Ben-Gurion cùng người bạn Berl Katznelson lãnh đạo phái cánh hữu của phong trào Lao động Zionist. Poale Zion cánh hữu thành lập Ahdut HaAvoda với Ben-Gurion là lãnh đạo năm 1919. Năm 1920 ông hỗ trợ việc thành lập và sau đó trở thành tổng thư ký của Histadrut, Liên đoàn Lao động Zionist tại Palestine.
Năm 1930, Hapoel Hatzair (được A. D. Gordon thành lập năm 1905) và Ahdut HaAvoda cùng tập hợp lực lượng để thành lập Mapai, đảng lao động Zionist cánh hữu hơn (nó vẫn là một tổ chức cánh tả, nhưng không tả như những phe phái khác) dưới sự lãnh đạo của Ben-Gurion. Cánh tả của Lao động Zionism được đại diện bởi Mapam. Lao động Zionism trở thành khuynh hướng chủ chốt trong Tổ chức Zionist Thế giới và vào năm 1935 Ben-Gurion trở thành chủ tịch của hội đồng hành pháp của Cơ quan Do Thái cho Palestine, một vai trò ông giữ cho tới khi thành lập nhà nước Israel năm 1948.
Trong Cuộc nổi dậy của người Ả Rập tại Palestine năm 1936–1939, Ben-Gurion chủ trương một chính sách kiềm chế ("Havlagah") theo đó Haganah và các nhóm Do Thái khác không trả đũa các vụ tấn công của người Ả Rập chống lại thường dân Do Thái, chỉ tập trung vào việc phòng vệ. Năm 1937, Uỷ ban Peel đề xuất chia Palestine thành các khu vực Ả Rập và Do Thái và Ben-Gurion ủng hộ chính sách này. Điều này dẫn tới cuộc xung đột với Ze'ev Jabotinsky người phản đối sự phân chia và vì thế những người ủng hộ Jabotinsky chia rẽ với Haganah và rời bỏ Havlagah.
Ngôi nhà Ben Gurion, nơi ông đã sống từ năm 1931 trở về sau, và một khoảng thời gian trong năm từ sau năm 1953, hiện là một bảo tàng tại Tel Aviv.

### Người Ả Rập Palestine
Ben-Gurion công nhận sự gắn bó chặt chẽ của người Ả Rập Palestine với vùng đất nhưng hy vọng rằng điều này sẽ được khắc phục theo thời gian. Nahum Goldman, chủ tịch của Đại hội Do Thái Thế giới, đã viết rằng trong một cuộc thảo luận về "vấn đề Ả Rập" năm 1956, Ben-Gurion đã nói riêng với ông ta rằng: 
"Tại sao người Ả Rập phải tạo lập hòa bình? Nếu tôi là một lãnh đạo Ả Rập tôi sẽ không bao giờ thoả thuận gì với Israel. Điều đó là tự nhiên: chúng ta đã chiếm quốc gia của họ. Chắc chắn là Chúa đã ban vùng đất này cho chúng ta, nhưng họ có quan tâm không? Chúa chúng ta không phải là chúa của họ. Chúng ta là những cư dân gốc của đất Israel, đó là sự thật, nhưng mà từ hai nghìn năm trước, bây giờ điều đó có nghĩa lý gì với họ không?  Đã có chủ nghĩa chống Xê mít, những kẻ Phát xít, Hitler, Auschwitz, nhưng liệu đó là lỗi của họ? Họ (người Ả Rập) chỉ thấy một điều duy nhất: chúng ta đã tới đây và lấy cắp quốc gia của họ. Tại sao họ phải chấp nhận điều đó? Có lẽ họ có thể quên trong một hay hai thế hệ, nhưng ở thời điểm hiện tại không có cơ hội nào cả. Vì thế nó rất đơn giản: chúng ta phải mạnh mẽ và duy trì một quân đội hùng mạnh."

Goldman đã chỉ trích Ben-Gurion về cái ông coi là sự xung đột của Ben-Gurion trong cách tiếp cận với thế giới Ả Rập. Goldman viết rằng "Ben-Gurion là người chịu trách nhiệm chủ yếu về chính sách chống Ả Rập, bởi chính ông là người đã tạo ra tư tưởng cho nhiều thế hệ người Israel."
Quan điểm rằng cách đánh giá của Ben-Gurion về những tình cảm của người Ả Rập khiến ông nhấn mạnh tới nhu cầu phải xây dựng sức mạnh quân đội Do Thái được ủng hộ bởi Simha Flapan, người đã trích dẫn rằng Ben-Gurion đã phát biểu vào năm 1938: "Tôi tin ở sức mạnh của chúng ta, ở sức mạnh chúng ta sẽ có, và nếu nó sẽ như vậy thoả thuận sẽ hiện ra..."

### Người Anh
Sách trắng 1939 quy định rằng sự di cư của người Do Thái vào Palestine bị giới hạn ở mức 15.000 người mỗi năm, và sau đó sẽ phụ thuộc vào sự đồng ý của người Ả Rập. Những giới hạn cũng được thiết lập với quyền của người Do Thái trong việc mua đất đai từ người Ả Rập. Sau điều này Ben-Gurion đã thay đổi chính sách của mình với người Anh, nói rằng: "Hoà bình tại Palestine không phải là tình hình tốt nhất để cản trở chính sách của Sách trắng". Ben-Gurion tin một giải pháp hoà bình với người Ả Rập là không thể có và nhanh chóng bắt đầu chuẩn bị Yishuv cho chiến tranh. Theo Teveth thông qua chiến dịch của ông huy động Yishuv để hỗ trợ nỗ lực chiến tranh của Anh, ông hô hào xây dựng một hạt nhân cho một "quân đội Hebrew ", và thành công của ông trong nỗ lực này sau này đã mang lại thắng lợi cho Chủ nghĩa phục quốc Do Thái trong cuộc chiến đấu để thành lập một nhà nước Do Thái.'
Trong Thế chiến II, Ben-Gurion khuyến khích người Do Thái Palestine tình nguyện tham gia quân đội Anh. Ông đã có một câu nói nổi tiếng với người Do Thái "ủng hộ người Anh như không hề có Sách trắng và phản đối Sách trắng như không có cuộc chiến". Khoảng 10% dân cư Do Thái tại Palestine đã tình nguyện tham gia quân đội Anh, gồm cả nhiều phụ nữ. Cùng lúc ấy Ben-Gurion giúp cho nhập cư bất hợp pháp hàng nghìn người Do Thái châu Âu tị nạn vào Palestine trong một giai đoạn khi người Anh đặt ra các hạn chế nghiêm khắc với sự nhập cư của người Do Thái.
Năm 1946 Ben-Gurion đồng ý rằng Haganah có thể hợp tác với Irgun của Menachem Begin trong việc chiến đấu cùng người Anh. Ben-Gurion ban đầu đồng ý với kế hoạch của Begin thực hiện cuộc đánh bom khách sạn Vua David năm 1946, với ý định quấy nhiễu (chứ không phải giết hại) quân đội Anh đồn trú ở đó. Tuy nhiên, khi những nguy cơ về giết người với số lượng lớn trở thành rõ rệt, Ben-Gurion đã nói với Begin ngừng chiến dịch; Begin đã từ chối.
Sự nhập cư bất hợp pháp của người Do Thái dẫn tới áp lực trên người Anh rằng họ phải cho phép sự nhập cư của người Do Thái (như được yêu cầu bởi Uỷ quyền của Hội quốc Liên) hay ra đi - họ đã chọn ra đi vào năm 1948, và không thay đổi các hạn chế của mình, sau một nghị quyết của Liên hiệp quốc về việc phân chia lãnh thổ giữa người Do Thái và người Ả Rập.

### Các đảng tôn giáo và giữ nguyên trạng
Tháng 9 năm 1947 Ben-Gurion đạt tới một thoả thuận giữ nguyên trạng với đảng Chính thống Agudat Yisrael. Ông đã gửi một bức thư cho Agudat Yisrael nói rằng tuy ông cam kết thành lập một nhà nước phi thần quyền với tự do tôn giáo ông hứa hẹn rằng Shabbat sẽ là ngày nghỉ lễ chính thức của Israel, rằng trong những bếp ăn do nhà nước cung cấp sẽ có thực phẩm Kosher, rằng mọi nỗ lực sẽ được thực hiện để tạo lập một nền pháp lý duy nhất cho các gia đình Do Thái, và rằng mỗi lĩnh vực sẽ được trao quyền tự quyết về giáo dục, với các điều kiện tiêu chuẩn tối thiểu về chương trình học phải được tuân thủ.
Ở một mức độ lớn hơn bức thư (hay thoả thuận) này cung cấp một khuôn khổ cho công việc tôn giáo tại Israel (ví dụ không có những cuộc hôn nhân dân sự, như ở các thời kỳ Uỷ trị) và thường là một dấu mốc để so sánh tình trạng.

### Lãnh đạo quân sự và cuộc Trục xuất người Palestine năm 1948
Trong cuộc Chiến tranh Ả Rập-Israel năm 1948 Ben-Gurion giám sát các chiến dịch quân sự của nhà nước non trẻ. Trong những tuần đầu tiên sau khi Israel tuyên bố độc lập, ông đã ra lệnh thay thế mọi tổ chức du kích bởi một quân đội quốc gia, Các lực lượng Phòng vệ Israel (IDF). Về mặt này, Ben-Gurion đã sử dụng một bàn tay sắt với Vụ việc Altalena, một chiếc tàu chở vũ khí được Irgun mua. Ông nhấn mạnh rằng mọi vũ khí phải được chuyển giao qua IDF. Khi cuộc đọ súng bùng nổ trên bãi biển Tel Aviv ông đã ra lệnh chiếm nó bằng vũ lực và nổ súng vào con tàu. Mười sáu chiến binh Irgun và ba lính IDF thiệt mạng trong vụ việc này. Sau chính sách hướng tới một lực lượng quân đội duy nhất, ông cũng ra lệnh giải tán các cơ quan chỉ huy Palmach và các đơn vị của nó được sáp nhập vào trong IDF, với sự căm tức của rất nhiều thành viên của tổ chức này.
Với tư cách lãnh đạo Cơ quan Do Thái, Ben-Gurion trên thực tế là lãnh đạo của những người Do Thái Palestine thậm chí trước khi nhà nước được tuyên bố thành lập. Ở cương vị này, Ben-Gurion đã đóng một vai trò quan trọng trong cuộc Chiến tranh năm 1948 và cuộc trục xuất người Palestine sau đó. Khi các hồ sơ cùng giấy tờ khác của IDF được giải mật vào cuối thập niên 1980, các học giả đã bắt đầu đánh giá các sự kiện và vai trò của Ben Gurion.

### Thành lập Israel
Ngày 14 tháng 5, ngày cuối cùng của nền Uỷ trị Anh, Ben-Gurion tuyên bố nền độc lập của nhà nước Israel. Trong lễ tuyên ngôn độc lập của Israel, ông nói rằng nhà nước mới sẽ "ủng hộ sự bình đẳng hoàn toàn về xã hội và chính trị của mọi công dân của mình, không phân biệt sắc tộc, tín ngưỡng hay giới tính."

## Thủ tướng Israel

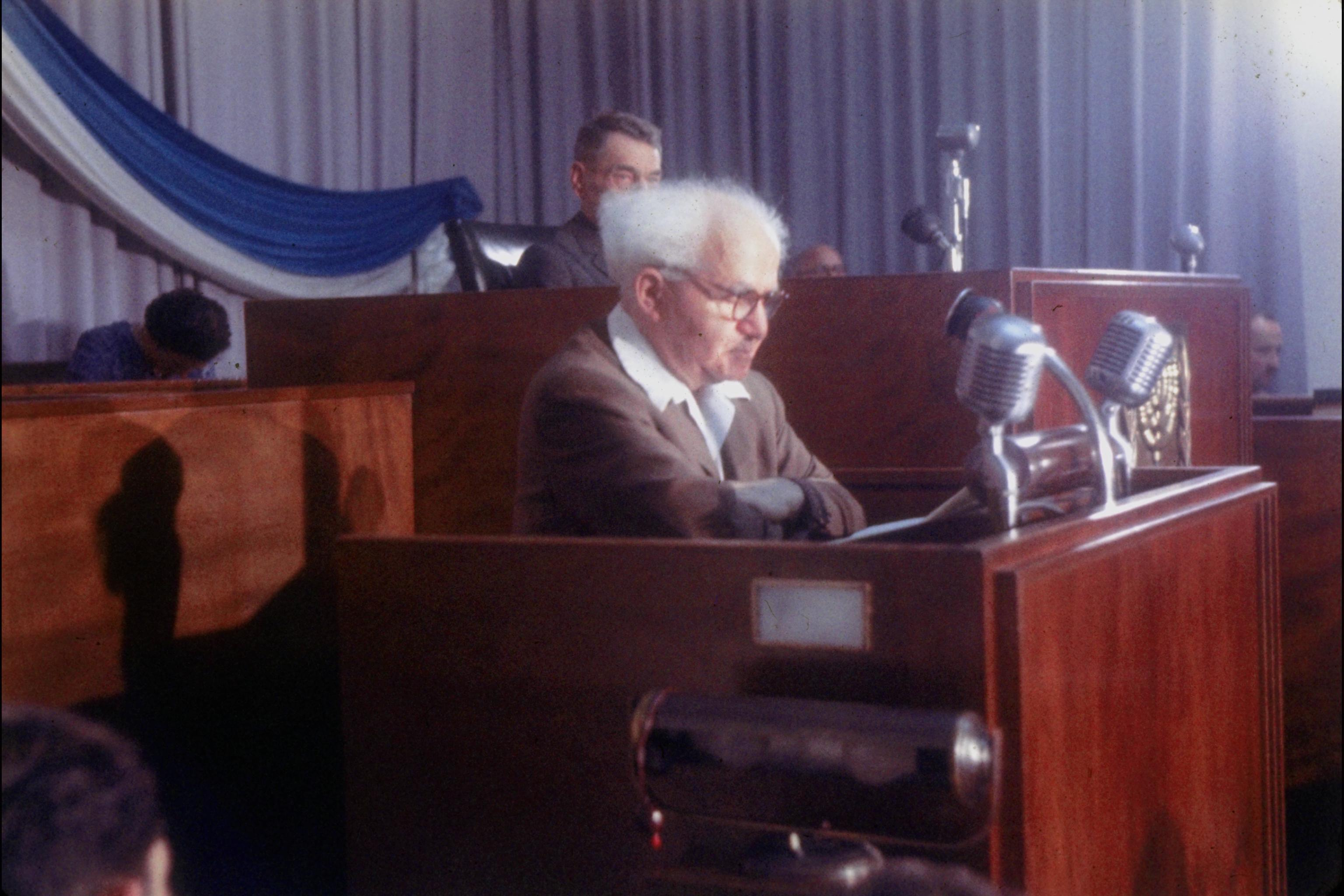
David Ben-Gurion phát biểu trước Knesset, 1957

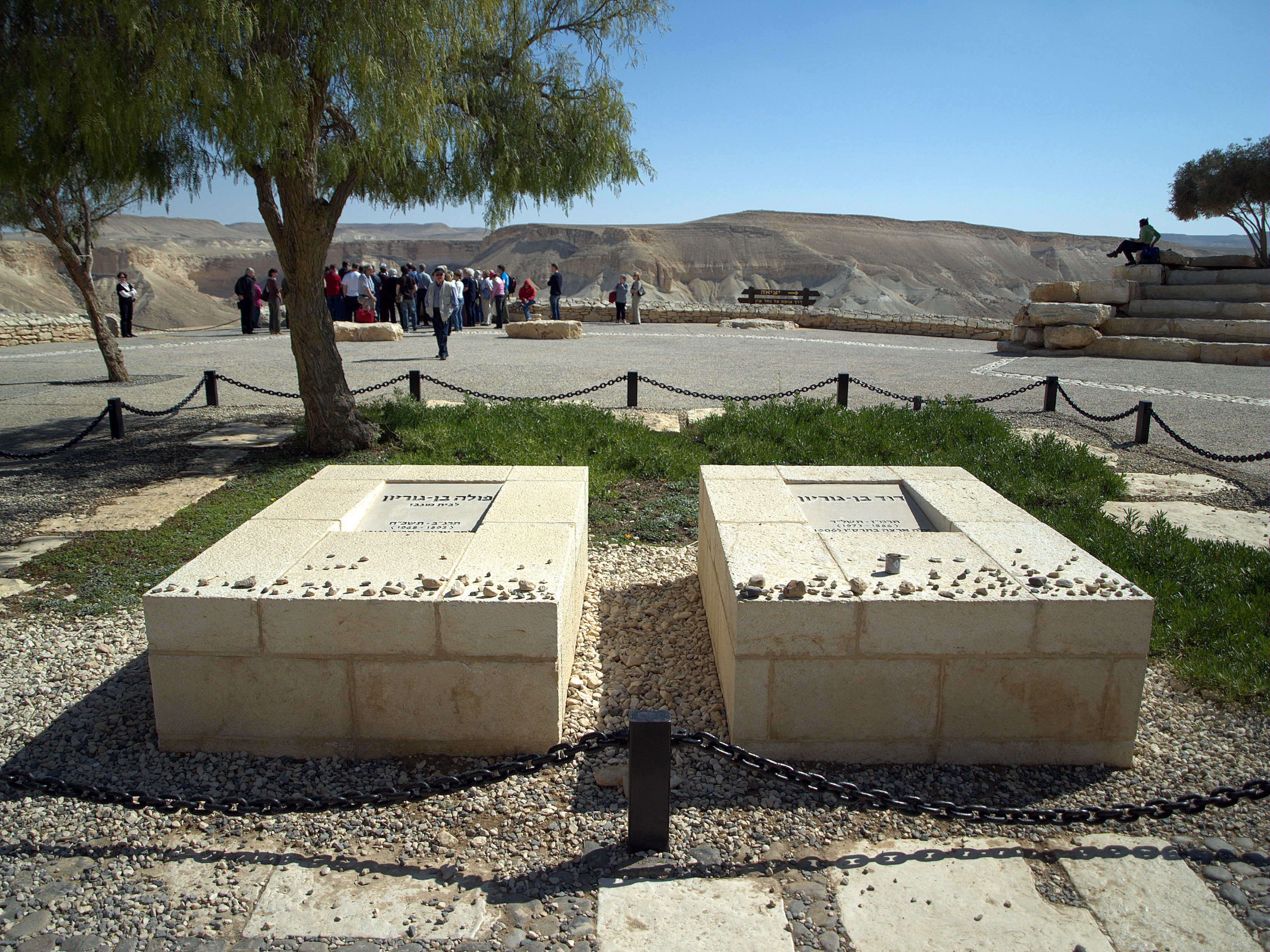
Mộ của Paula và David Ben Gurion, Midreshet Ben-Gurion

Sau khi lãnh đạo Israel trong cuộc Chiến tranh Ả Rập-Israel năm 1948, Ben-Gurion được bầu làm Thủ tướng Israel khi đảng Mapai (Công đảng) của ông giành số ghế lớn nhất trong cuộc tổng tuyển cử quốc gia đầu tiên, được tổ chức ngày 14 tháng 2 năm 1949. Ông tiếp tục giữ chức vụ này cho tới năm 1963, ngoại trừ một giai đoạn gần hai năm từ 1954 tới 1955. Với tư cách Thủ tướng, ông giám sát việc thành lập các định chế nhà nước. Ông làm chủ tịch nhiều dự án quốc gia với mục tiêu thúc đầy đất nước và dân số phát triển nhanh chóng: Chiến dịch Thảm Thần, cuộc không vận người Do Thái từ các quốc gia Ả Rập, việc xây dựng Kênh Nước Quốc gia, các dự án phát triển địa phương và việc thành lập các thành phố và thị trấn mới. Đặc biệt ông đã kêu gọi tiến hành định cư tại các khu vực bên ngoài, đặc biệt là Negev.
Ben-Gurion có một vai trò lớn trong nhiều chiến dịch quân sự dẫn tới vụ thảm sát Qibya tháng 10 năm 1953. Sau này vào năm 1953 ông thông báo ý định rút khỏi chính phủ và được thay thế bởi Moshe Sharett, người được bầu làm Thủ tướng thứ hai của Israel vào tháng 1 năm 1954.
Ben-Gurion quay trở lại nội các năm 1955 nắm chức vụ Bộ trưởng Quốc phòng và nhanh chóng được bầu lại làm Thủ tướng. Khi Ben-Gurion quay trở lại chính phủ, các lực lượng của Israel trả đũa mạnh mẽ hơn với các vụ tấn công của du kích Palestine từ Gaza—vẫn nằm dưới sự cai quản của Ai Cập. Vòng xoáy bạo lực ngày càng gia tăng khiến Tổng thống Ai Cập Gamal Abdel Nasser xây dựng quân đội của riêng mình với sự giúp đỡ của Liên Xô. Israel trả đũa bằng cách tìm kiếm sự trợ giúp quân sự từ phía Pháp. Nasser phong toả việc đi lại của các con tàu Israel qua Biển Đỏ và Kênh Suez. Tháng 7 năm 1956, Mỹ và Anh rút lui sự trợ giúp tài chính của họ cho dự án Đập Cao Aswan trên sông Nile và một tuần sau Nasser ra lệnh quốc gia hoá Kênh đào Suez do Pháp và Anh quản lý. Ben-Gurion cộng tác với người Anh và Pháp lập kế hoạch Chiến tranh Sinai năm 1956 trong đó Israel ném bom Bán đảo Sinai nhờ thế tạo cho các lực lượng Pháp và Anh một cớ để can thiệp nhằm giành lại Kênh Suez. Sự can thiệp của Hoa Kỳ và Liên hiệp quốc buộc Pháp và Anh phải lùi bước và Israel rút lui khỏi Sinai để đổi lấy những lời hứa hẹn tự do đi lại qua Biển Đỏ và Kênh Suez. Một lực lượng Liên hiệp quốc đồn trú giữa Ai Cập và Israel.
Ben-Gurion rút lui khỏi chức vụ thủ tướng vì cái mà ông miêu tả là các lý do cá nhân năm 1963, và chọn Levi Eshkol làm người kế nhiệm mình. Một năm sau một tình trạng đối đầu nảy sinh giữa hai người về vấn đề Vụ việc Lavon. Ben-Gurion rời khỏi đảng tháng 6 năm 1965 về cách Eshkol giải quyết vụ việc Lavon và thành lập một đảng mới, Rafi giành được mười ghế trong Knesset. Sau cuộc Chiến tranh Sáu Ngày, Ben-Gurion ủng hộ việc trả lại mọi vùng đất chiếm đóng ngoại trừ Jerusalem, Cao nguyên Golan và Núi Hebron.
Năm 1968, khi Rafi sáp nhập với Mapai để hình thành nên Liên kết, Ben-Gurion từ chối hoà giải với đảng cũ của mình. Ông ủng hộ các cải cách bầu cử trong đó một hệ thống dựa trên khu vực bầu cử sẽ thay thế cái mà ông gọi là biện pháp đại diện tỷ lệ đầy phức tạp. Ông thành lập một đảng mới, Danh sách Quốc gia, giành được bốn ghế trong cuộc bầu cử năm 1969. Ben-Gurion nghỉ hoạt động chính trị năm 1970 và sống những năm cuối đời mình trong một ngôi nhà giản dị tại kibbutz.

## Ben-Gurion và Negev
Ben-Gurion tin rằng sa mạc Negev cằn cỗi và ít người ở cung cấp một cơ hội lớn cho người Do Thái định cư ở Palestine với sự phản đối tối thiểu từ phía người Ả Rập. Ông đã tự mình làm gương khi chọn định cư tại kibbutz Sde Boker ở trung tâm Negev và thành lập Kênh Nước Quốc gia để đưa nước vào trong vùng. Ông coi cuộc chiến để biến sa mạc thành một nơi tươi tốt nơi người Do Thái có thể sinh sống là một đóng góp chung cho nhân loại.
Ben-Gurion mất ngày 1 tháng 12 năm 1973, và được chôn bên cạnh vợ ông là Paula tại một địa điểm ở Midreshet Ben-Gurion trong sa mạc Negev.

## Giải thưởng
- Năm 1951 và 1971, Ben-Gurion được trao Giải Bialik về tư tưởng Do Thái.[12]

## Tưởng niệm

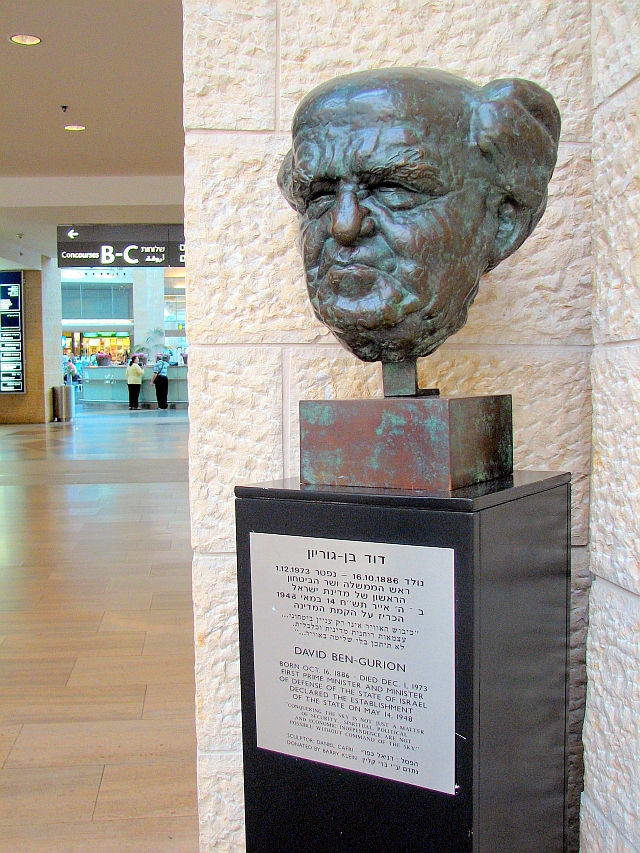
Tượng điêu khắc David Ben-Gurion tại Sân bay quốc tế Ben Gurion, được đặt để vinh danh ông

- Sân bay lớn nhất của Israel, Sân bay quốc tế Ben Gurion được đặt theo tên để vinh danh ông.
- Một trong các trường đại học lớn của Israel, Đại học Ben-Gurion của Negev, nằm ở Beersheva, được đặt theo tên ông.
- Nhiều đường phố trên khắp Israel đã được đặt theo tên ông.
- Một phiên bản sửa đổi Xe tăng Centurion của Anh của người Israel đã được đặt theo tên Ben-Gurion
- Một trung tâm nghiên cứu sa mạc, Midreshet Ben-Gurion, gần "hut" của ông tại Kibbutz Sde Boker đã được đặt tên để vinh danh ông. Mộ của Ben-Gurion nằm trong trung tâm nghiên cứu.